# Liste du patrimoine mondial en Suède
Cet article recense les sites inscrits au patrimoine mondial en Suède.

## Statistiques
La Suède ratifie la Convention pour la protection du patrimoine mondial, culturel et naturel le 22 janvier 1985. Le premier site protégé est inscrit en 1991.
En 2021, la Suède compte quinze sites inscrits au patrimoine mondial, treize culturels, un naturel et un mixte. 
À la même date, le pays a également soumis un site à la liste indicative, culturel.

## Listes

### Patrimoine mondial
Les biens suédois suivants sont inscrits au patrimoine mondial en 2025 (liste à jour après la 45e session du Comité du patrimoine mondial). Les noms et les graphies indiqués sont ceux fournis par l'UNESCO.
- Bien transfrontalier

| Id.  | Bien                                                                 | Comté(s)              | Année | Superficie (ha) | Critères et notes | Coordonnées | Illus. |
| ---- | -------------------------------------------------------------------- | --------------------- | ----- | --------------- | --- | --- | ------ |
| 1187 | Arc géodésique de Struve                                             | Norrbotten            | 2005  | 0,01            | Culturel, (ii), (iii), (vi) Site transfrontalier commun avec la Biélorussie, l'Estonie, la Finlande, la Lettonie, la Lituanie, la Moldavie, la Norvège, la Russie et l'Ukraine. 4 sites en Suède : - Perävaara (sv)                                                                 | 68° 15′ 18″ N, 22° 58′ 59″ E 67° 16′ 36″ N, 23° 14′ 35″ E 66° 38′ 47″ N, 23° 46′ 55″ E 66° 01′ 05″ N, 23° 55′ 21″ E                                                                                        |        |
| 555  | Birka et Hovgården                                                   | Stockholm             | 1993  | 437,121         | Culturel, (iii), (iv) | 59° 20′ 10″ N, 17° 32′ 42″ E 59° 21′ 36″ N, 17° 31′ 59″ E |        |
| 559  | Domaine royal de Drottningholm                                       | Stockholm             | 1991  | 162,429         | Culturel, (iv) | 59° 19′ 19″ N, 17° 53′ 10″ E |        |
| 1282 | Fermes décorées de Hälsingland                                       | Gävleborg et Jämtland | 2012  | 14,84           | Culturel, (v) Comprend 7 fermes : - Erik-Anders | 61° 42′ 25″ N, 16° 11′ 46″ E 61° 31′ 55″ N, 16° 22′ 05″ E 61° 23′ 53″ N, 16° 02′ 46″ E 61° 23′ 24″ N, 16° 03′ 07″ E 61° 47′ 46″ N, 14° 38′ 02″ E 61° 55′ 52″ N, 15° 52′ 41″ E 61° 16′ 23″ N, 16° 59′ 35″ E |        |
| 556  | Forges d'Engelsberg                                                  | Västmanland           | 1993  | 9,596           | Culturel, (iv) | 59° 58′ 01″ N, 16° 00′ 29″ E |        |
| 557  | Gravures rupestres de Tanum                                          | Västra Götaland       | 1994  | 4 137,609       | Culturel, (i), (iii), (iv) | 58° 42′ 04″ N, 11° 20′ 28″ E |        |
| 898  | Haute Côte / Archipel de Kvarken                                     | Västernorrland        | 2000  | 142 500         | Naturel, (viii) Site transfrontalier commun avec la Finlande. La partie suédoise concerne la Haute Côte. | 63° 00′ N, 18° 25′ E |        |
| 968  | Paysage agricole du sud d'Öland                                      | Kalmar                | 2000  | 56 323          | Culturel, (iv), (v) | 56° 25′ 41″ N, 16° 29′ 17″ E |        |
| 871  | Port naval de Karlskrona                                             | Blekinge              | 1998  | 320,417         | Culturel, (ii), (iv) Le bien comprend 11 sites proches, mais distincts : Karlskrona et Trossö (sv), Mjölnarholmen, Koholmen, Basareholmen (sv), Godnatt (sv), Kurrholmen (sv), Ljungskär, moulin de Lyckeby (sv), fort de Kungsholm (sv), citadelle de Drottningskär (sv) et Skärva | 56° 10′ 12″ N, 15° 34′ 59″ E |        |
| 774  | Région de Laponie                                                    | Norrbotten            | 1996  | 940 900         | Mixte, (iii), (v), (vii), (viii), (ix) | 67° 19′ 01″ N, 17° 34′ 01″ E |        |
| 1134 | Station radio Grimeton, Varberg                                      | Halland               | 2004  | 109,09          | Culturel, (ii), (iv) | 57° 06′ 22″ N, 12° 23′ 24″ E |        |
| 558  | Skogskyrkogården                                                     | Stockholm             | 1994  | 108,08          | Culturel, (ii), (iv) | 59° 16′ 34″ N, 18° 05′ 56″ E |        |
| 762  | Ville-église de Gammelstad, Luleå                                    | Norrbotten            | 1996  | 16,402          | Culturel, (ii), (iv), (v) | 65° 37′ 55″ N, 22° 01′ 34″ E |        |
| 731  | Ville hanséatique de Visby                                           | Gotland               | 1995  |                 | Culturel, (iv), (v) | 57° 37′ 59″ N, 18° 16′ 59″ E |        |
| 1027 | Zone d'exploitation minière de la grande montagne de cuivre de Falun | Dalécarlie            | 2001  | 42,82           | Culturel, (ii), (iii), (v) | 60° 35′ 56″ N, 15° 36′ 43″ E |        |

### Liste indicative

#### Site actuel
En août 2025, la Suède a inscrit un unique site sur sa liste indicative. Le nom fourni par la Suède est en anglais ; la traduction française est donnée à titre indicatif.
| Id.  | Bien                                    | Comté(s)           | Année | Critères et notes | Coordonnées | Illus. |
| ---- | --------------------------------------- | ------------------ | ----- | --- | --- | ------ |
| 5491 | L'expansion de la biologie systématique | Kronoberg, Uppsala | 2009  | Culturel, (vi) Sous le nom The Rise of Systematic Biology, la proposition inclut 6 lieux principalement liés à Carl von Linné : - Linnés Hammarby (sv) | 56° 37′ 05″ N, 14° 12′ 07″ E 59° 51′ 43″ N, 17° 38′ 02″ E 59° 49′ 19″ N, 17° 34′ 34″ E 59° 56′ 35″ N, 17° 19′ 19″ E 59° 49′ 12″ N, 17° 40′ 16″ E 59° 49′ 01″ N, 17° 46′ 34″ E |        |

#### Ancien site
Le site suivant a été inscrit par le passé sur la liste indicative du pays, mais n'a pas été retenu par la suite.
| Bien                                       | Notes                                                    | Coordonnées                                               | Illus. |
| ------------------------------------------ | -------------------------------------------------------- | --------------------------------------------------------- | ------ |
| La région de Markim (en) et d'Orkesta (sv) | Ajouté à la liste indicative en 1995,, supprimé en 2011. | 59° 36′ 22″ N, 18° 03′ 00″ E 59° 36′ 18″ N, 18° 06′ 36″ E |        |